# Église Sainte-Élisabeth de Pärnu
Pour les articles homonymes, voir Église Sainte-Élisabeth.
L'église Sainte-Élisabeth de Pärnu (en estonien : Pärnu Eliisabeti kirik) est une église située dans la ville de Pärnu en Estonie.

## Description
L'édifice faisant partie de l'Église évangélique-luthérienne estonienne est une église de route.

## Histoire
En 1741, l'impératrice russe Élisabeth Ire ordonna d'allouer 8 000 roubles du Trésor public à la construction d'une nouvelle église luthérienne à Pärnu. 
La congrégation et le sanctuaire prennent le nom d'Élisabeth. 
Le 25 juin 1744, la première pierre est posée, le bâtisseur est Heinrich Güterbock, maître de Riga.
Le constructeur de la tour est considéré comme étant Wülbern, qui était également de Riga.
Un coq de cuivre est placés au sommet du clocher de pierre le 27 mars 1747.
Le 11 septembre de la même année, le conseil réceptionne l'œuvre du maître. Ces événements sont marqués par la date « Anno 1747 » au-dessus de la porte principale. 
Les travaux intérieurs se poursuivirent et l'église sera consacrée le 29 mars 1750.
Cent ans plus tard, le 10 septembre 1850, est célébré l'achèvement d'une nouvelle rénovation intérieure majeure. Un nouvel autel et une chaire ont été installés dans l'église. En septembre 1854, un retable du Hollandais van der Kann est érigé.
Du printemps à l'automne 1893, une nouvelle aile en brique est construite sous la direction de G. Darmer. La partie ancienne, a également été réparée, de nouveaux bancs ont été fournis, des balcons ont été reconstruits. L'église dite nouvelle est consacrée le 19 octobre 1893.
Le balcon de l'orgue a pris sa forme moderne en 1928 lors de la construction d'un nouvel orgue. L'église est éclairée par des lustres historiques. Dans la nouvelle aile, ils portent les années 1674 et 1750, dans l'allée principale 1893, tous les trois ont été donnés en l'honneur de l'achèvement de l'extension, les deux plus petits par la congrégation Nikolai et le grand par le groupe de chant "Endla".
L'une des cloches de la tour a été coulée à Saint-Pétersbourg en 1824, l'autre en 1857.
Le toit de l'église, endommagé pendant la Seconde Guerre mondiale, a été remplacé en 1991. En 1992, l'église retrouve ses couleurs d'origine : rouge et ocre.
Le 19 octobre 1993, est posée la première pierre du bâtiment annexe de l'église. Le bâtiment a été conçu par l'architecte Ra Luhse et construit par AS Tekso. Le bâtiment annexe a été achevé et consacré en 1995. À l'automne de la même année, une rénovation intérieure majeure qui a duré près d'un an a également été achevée. Le plafond de l'église a été réparé et la salle paroissiale a été peinte. La palette de couleurs a été conçue par Teddy Böckler. En 1997, le système électrique a été remplacé et le chauffage électrique a été installé.

## Galerie

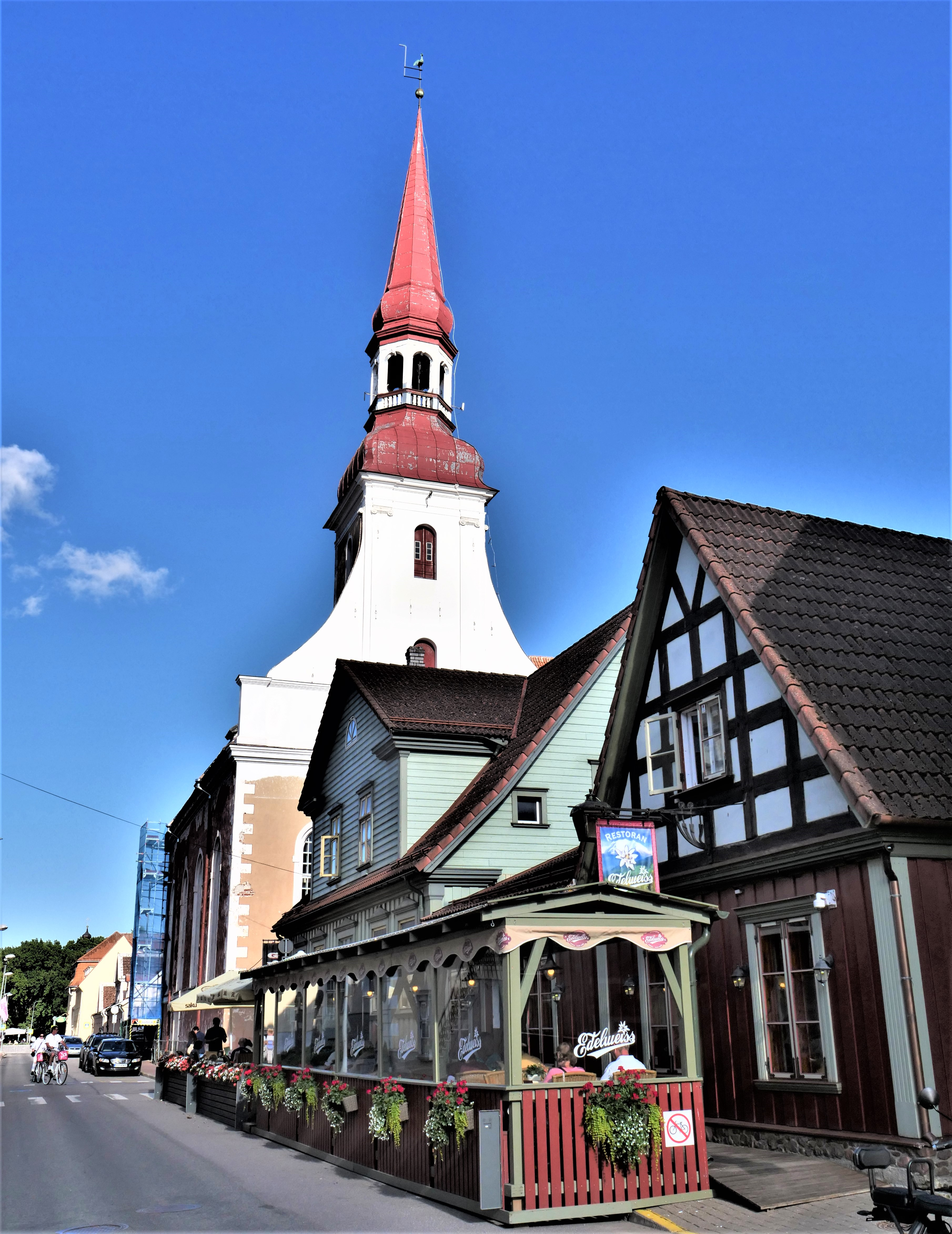
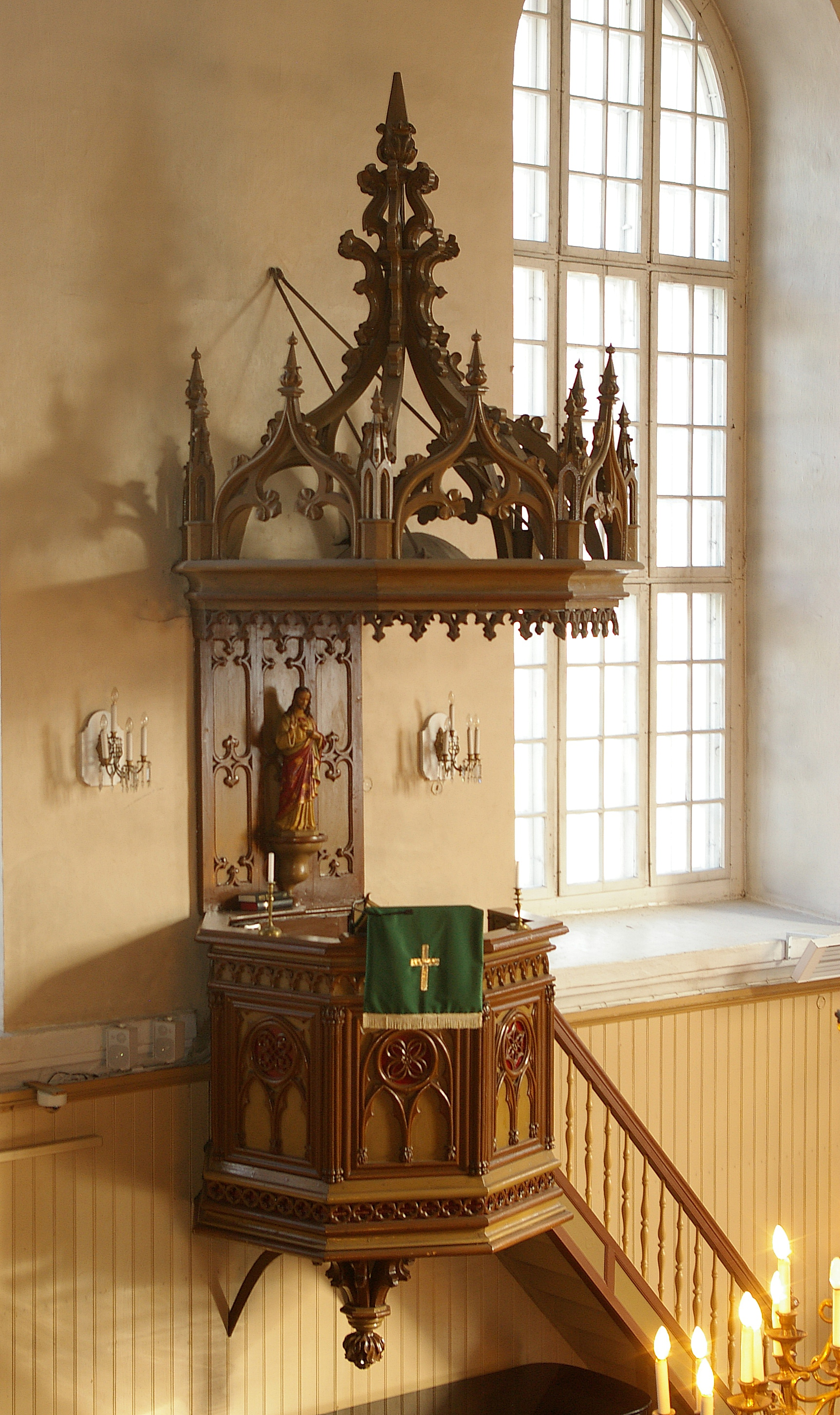
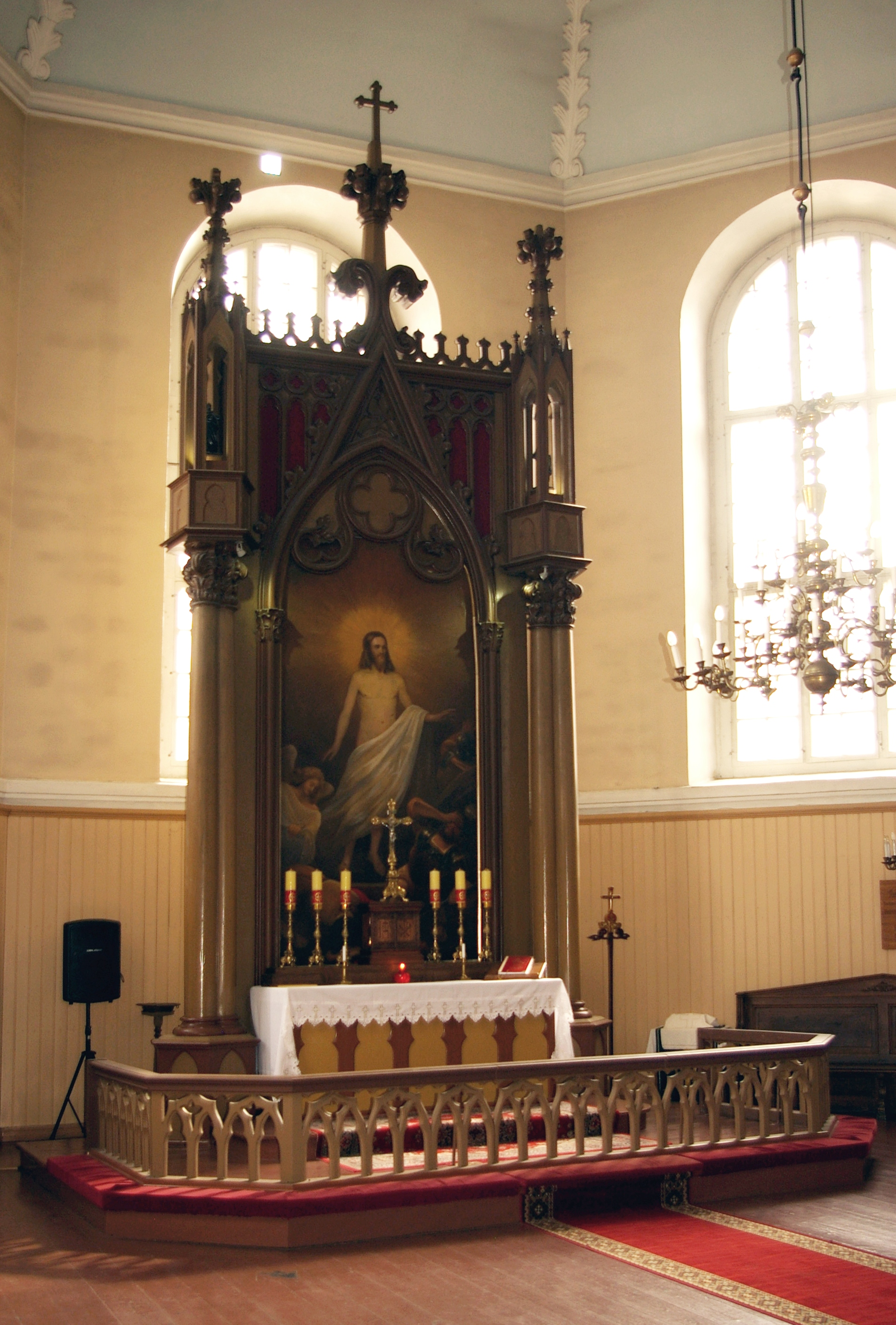
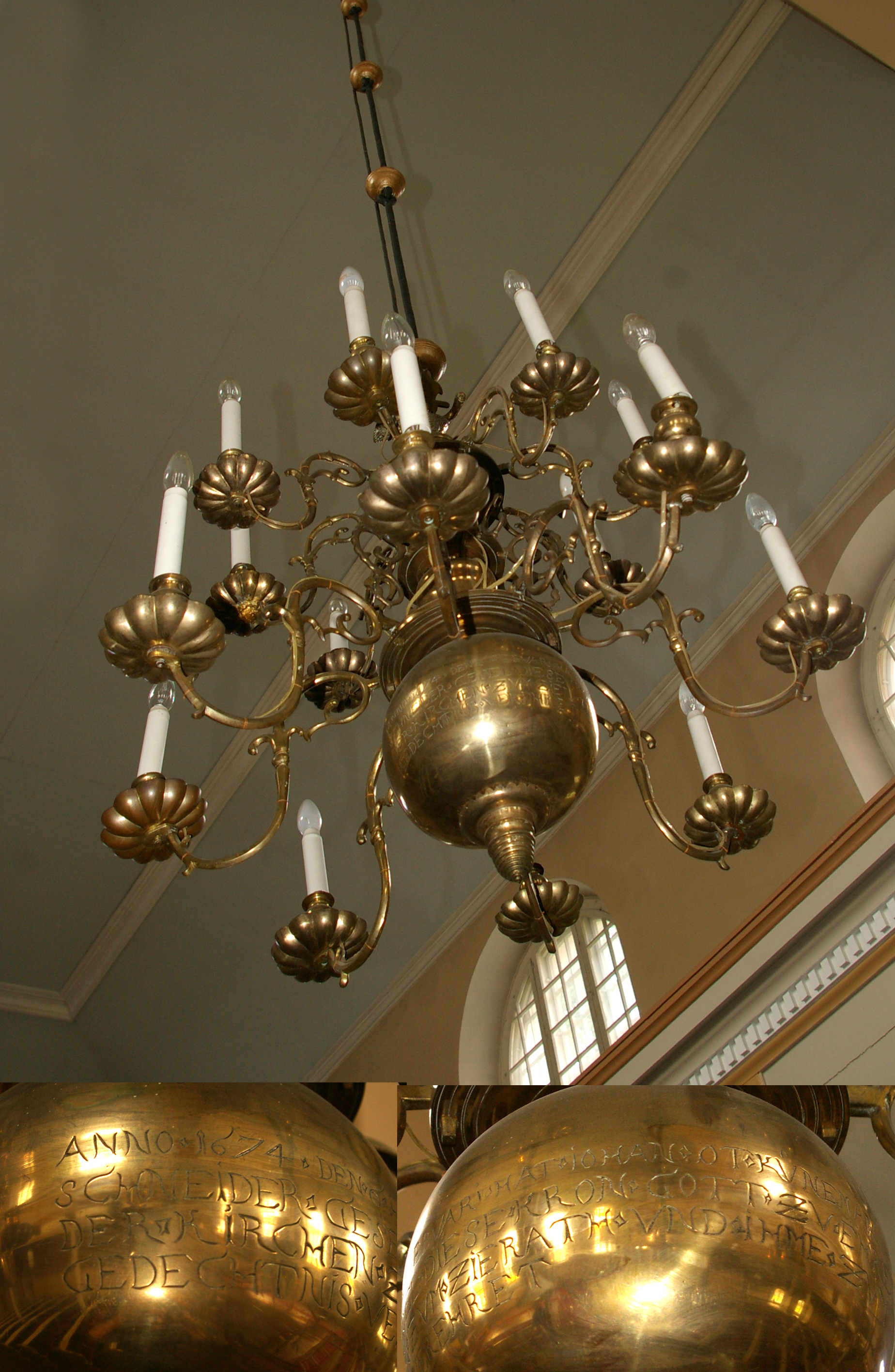